# Dahlia (Vorname)
Dahlia ist ein weiblicher Vorname.

## Herkunft und Bedeutung
Der Name ist ein moderner englischer Name. Er geht zurück auf die gleichnamige Pflanzengattung.
Eine spanische/hispanische Variante ist Dalia.

## Bekannte Namensträgerinnen
- Dahlia Duhaney (* 1970), jamaikanische Sprinterin
- Dahlia Grey (* 1972), US-amerikanisches Fotomodell und Pornodarstellerin